# Vodacom Cup 2005
Vodacom Cup 2005 – ósma edycja Vodacom Cup, trzeciego poziomu rozgrywek w rugby union w Południowej Afryce.
W tym sezonie nastąpiła kolejna reforma rozgrywek, czternaście uczestniczących zespołów rywalizowało w pierwszej fazie podzielone na dwie siedmiozespołowe grupy rozgrywając po jednym spotkaniu z drużynami z drugiej grupy. Po dwie czołowe drużyny z każdej z grup awansowały następnie do fazy pucharowej złożonej z półfinałów i finału.
Drugi triumf w zawodach odniosła drużyna Griquas, zaś najskuteczniejszym graczem zawodów został zawodnik Boland Cavaliers, Gerhardus Goosen.

## Faza grupowa

### Mecze
| 11 marca 200517:00 | Blue Bulls | 35:11(11:11) | Western Province | Loftus Versfeld Stadium, Pretoria Widzów: 1 500 Sędzia: Craig Joubert |
| 11 marca 200517:00 |            | 35:11(11:11) |                  | Loftus Versfeld Stadium, Pretoria Widzów: 1 500 Sędzia: Craig Joubert |

| 11 marca 200517:00 | Boland Cavaliers | 34:20(13:10) | Pumas | Boland Stadium, Wellington Widzów: 650 |
| 11 marca 200517:00 |                  | 34:20(13:10) |       | Boland Stadium, Wellington Widzów: 650 |

| 11 marca 200517:00 | Natal Wildebeest | 19:13(9:10) | Leopards | ABSA Stadium, Durban Sędzia: Johann Meuwesen |
| 11 marca 200517:00 |                  | 19:13(9:10) |          | ABSA Stadium, Durban Sędzia: Johann Meuwesen |

| 11 marca 200519:00 | Mighty Elephants | 18:32(6:22) | Cheetahs | EPRU Stadium, Port Elizabeth Sędzia: Eugene Daniels |
| 11 marca 200519:00 |                  | 18:32(6:22) |          | EPRU Stadium, Port Elizabeth Sędzia: Eugene Daniels |

| 12 marca 200514:30 | Golden Lions | 29:14(17:7) | Griffons | Ellis Park, Johannesburg Widzów: 3 000 Sędzia: Linston Manuels |
| 12 marca 200514:30 |              | 29:14(17:7) |          | Ellis Park, Johannesburg Widzów: 3 000 Sędzia: Linston Manuels |

| 12 marca 200515:00 | SWD Eagles | 35:20(18:8) | Border Bulldogs | Outeniqua Park, George Sędzia: Christie du Preez |
| 12 marca 200515:00 |            | 35:20(18:8) |                 | Outeniqua Park, George Sędzia: Christie du Preez |

| 12 marca 200515:30 | Falcons | 23:23(8:13) | Griquas | Bosman Stadium, Brakpan Widzów: 250 Sędzia: Willie Roos |
| 12 marca 200515:30 |         | 23:23(8:13) |         | Bosman Stadium, Brakpan Widzów: 250 Sędzia: Willie Roos |

| 18 marca 200519:10 | Falcons | 27:16(16:6) | Cheetahs | Bosman Stadium, Brakpan Sędzia: Stuart Berry |
| 18 marca 200519:10 |         | 27:16(16:6) |          | Bosman Stadium, Brakpan Sędzia: Stuart Berry |

| 19 marca 200514:30 | Golden Lions | 41:48(20:27) | Leopards | Ellis Park, Johannesburg Widzów: 4 000 Sędzia: Deon van Blommestein |
| 19 marca 200514:30 |              | 41:48(20:27) |          | Ellis Park, Johannesburg Widzów: 4 000 Sędzia: Deon van Blommestein |

| 19 marca 200515:00 | SWD Eagles | 21:55(16:17) | Pumas | Outeniqua Park, George Sędzia: Shaun Veldsman |
| 19 marca 200515:00 |            | 21:55(16:17) |       | Outeniqua Park, George Sędzia: Shaun Veldsman |

| 19 marca 200515:00 | Blue Bulls | 39:29(25:7) | Griffons | Westelikes Sports Grounds, Pretoria Sędzia: Eugene Daniels |
| 19 marca 200515:00 |            | 39:29(25:7) |          | Westelikes Sports Grounds, Pretoria Sędzia: Eugene Daniels |

| 19 marca 200516:00 | Mighty Elephants | 15:34(0:15) | Western Province | Central Grounds, Uitenhage Widzów: 3 500 Sędzia: Linston Manuels |
| 19 marca 200516:00 |                  | 15:34(0:15) |                  | Central Grounds, Uitenhage Widzów: 3 500 Sędzia: Linston Manuels |

| 19 marca 200516:00 | Boland Cavaliers | 29:15(24:8) | Griquas | Boland Stadium, Wellington Widzów: 430 Sędzia: Gareth Lloyd-Jones |
| 19 marca 200516:00 |                  | 29:15(24:8) |         | Boland Stadium, Wellington Widzów: 430 Sędzia: Gareth Lloyd-Jones |

| 19 marca 200516:45 | Natal Wildebeest | 43:0(22:0) | Border Bulldogs | ABSA Stadium, Durban Sędzia: Pieter de Bruin |
| 19 marca 200516:45 |                  | 43:0(22:0) |                 | ABSA Stadium, Durban Sędzia: Pieter de Bruin |

| 1 kwietnia 200518:00 | Cheetahs | 20:10(10:7) | Boland Cavaliers | Vodacom Park, Bloemfontein Widzów: 4 000 Sędzia: Jerome America |
| 1 kwietnia 200518:00 |          | 20:10(10:7) |                  | Vodacom Park, Bloemfontein Widzów: 4 000 Sędzia: Jerome America |

| 1 kwietnia 200519:10 | Pumas | 39:38(12:17) | Natal Wildebeest | Atlantic Stadium, Witbank Sędzia: Jerome Fortuin |
| 1 kwietnia 200519:10 |       | 39:38(12:17) |                  | Atlantic Stadium, Witbank Sędzia: Jerome Fortuin |

| 2 kwietnia 200515:00 | Griquas | 60:21(22:9) | SWD Eagles | Absa Park, Kimberley Sędzia: Marius Jonker |
| 2 kwietnia 200515:00 |         | 60:21(22:9) |            | Absa Park, Kimberley Sędzia: Marius Jonker |

| 2 kwietnia 200515:00 | Western Province | 49:20(7:17) | Falcons | Florida Park, Parow Sędzia: Philip Bosch |
| 2 kwietnia 200515:00 |                  | 49:20(7:17) |         | Florida Park, Parow Sędzia: Philip Bosch |

| 2 kwietnia 200515:00 | Leopards | 24:34(10:21) | Blue Bulls | Zeerust Widzów: 3 750 Sędzia: Pieter de Bruin |
| 2 kwietnia 200515:00 |          | 24:34(10:21) |            | Zeerust Widzów: 3 750 Sędzia: Pieter de Bruin |

| 2 kwietnia 200516:00 | Griffons | 37:42(13:19) | Mighty Elephants | North West Stadium, Welkom Sędzia: Willie Roos |
| 2 kwietnia 200516:00 |          | 37:42(13:19) |                  | North West Stadium, Welkom Sędzia: Willie Roos |

| 2 kwietnia 200517:00 | Border Bulldogs | 12:15(6:9) | Golden Lions | Absa Stadium, East London Widzów: 2 000 Sędzia: Cobus Wessels |
| 2 kwietnia 200517:00 |                 | 12:15(6:9) |              | Absa Stadium, East London Widzów: 2 000 Sędzia: Cobus Wessels |

| 8 kwietnia 200515:30 | Boland Cavaliers | 40:32(19:20) | Western Province | Boland Stadium, Wellington Sędzia: Johann Meuwesen |
| 8 kwietnia 200515:30 |                  | 40:32(19:20) |                  | Boland Stadium, Wellington Sędzia: Johann Meuwesen |

| 8 kwietnia 200519:00 | Golden Lions | 30:34(17:13) | Pumas | Alberton Widzów: 5 000 Sędzia: Marius Jonker |
| 8 kwietnia 200519:00 |              | 30:34(17:13) |       | Alberton Widzów: 5 000 Sędzia: Marius Jonker |

| 9 kwietnia 200514:45 | Blue Bulls | 26:33(14:7) | Border Bulldogs | Loftus Versfeld Stadium, Pretoria Widzów: 5 000 Sędzia: Willie Roos |
| 9 kwietnia 200514:45 |            | 26:33(14:7) |                 | Loftus Versfeld Stadium, Pretoria Widzów: 5 000 Sędzia: Willie Roos |

| 9 kwietnia 200515:00 | SWD Eagles | 38:28(15:13) | Cheetahs | Outeniqua Park, George Sędzia: Jerome Fortuin |
| 9 kwietnia 200515:00 |            | 38:28(15:13) |          | Outeniqua Park, George Sędzia: Jerome Fortuin |

| 9 kwietnia 200515:15 | Mighty Elephants | 21:34(8:20) | Leopards | Humansdorp Sędzia: Pieter de Bruin |
| 9 kwietnia 200515:15 |                  | 21:34(8:20) |          | Humansdorp Sędzia: Pieter de Bruin |

| 9 kwietnia 200515:30 | Falcons | 40:12(26:0) | Griffons | Bosman Stadium, Brakpan Widzów: 500 Sędzia: Christie du Preez |
| 9 kwietnia 200515:30 |         | 40:12(26:0) |          | Bosman Stadium, Brakpan Widzów: 500 Sędzia: Christie du Preez |

| 9 kwietnia 200518:30 | Natal Wildebeest | 10:21(3:10) | Griquas | ABSA Stadium, Durban Sędzia: Jerome America |
| 9 kwietnia 200518:30 |                  | 10:21(3:10) |         | ABSA Stadium, Durban Sędzia: Jerome America |

| 15 kwietnia 200519:00 | Griquas | 44:11(18:11) | Golden Lions | Absa Park, Kimberley Widzów: 2 000 Sędzia: Eugene Daniels |
| 15 kwietnia 200519:00 |         | 44:11(18:11) |              | Absa Park, Kimberley Widzów: 2 000 Sędzia: Eugene Daniels |

| 15 kwietnia 200519:10 | Border Bulldogs | 36:25(24:8) | Mighty Elephants | Absa Stadium, East London Widzów: 14 000 Sędzia: Cobus Wessels |
| 15 kwietnia 200519:10 |                 | 36:25(24:8) |                  | Absa Stadium, East London Widzów: 14 000 Sędzia: Cobus Wessels |

| 16 kwietnia 200514:30 | Western Province | 32:36(13:20) | SWD Eagles | Newlands Stadium, Kapsztad Sędzia: Johan Greeff |
| 16 kwietnia 200514:30 |                  | 32:36(13:20) |            | Newlands Stadium, Kapsztad Sędzia: Johan Greeff |

| 16 kwietnia 200515:00 | Cheetahs | 65:20(25:8) | Natal Wildebeest | Vodacom Park, Bloemfontein Widzów: 6 000 Sędzia: Jerome America |
| 16 kwietnia 200515:00 |          | 65:20(25:8) |                  | Vodacom Park, Bloemfontein Widzów: 6 000 Sędzia: Jerome America |

| 16 kwietnia 200516:00 | Griffons | 24:58(7:25) | Boland Cavaliers | North West Stadium, Welkom Sędzia: Jonathan Kaplan |
| 16 kwietnia 200516:00 |          | 24:58(7:25) |                  | North West Stadium, Welkom Sędzia: Jonathan Kaplan |

| 16 kwietnia 200517:00 | Pumas | 16:49(13:29) | Blue Bulls | Atlantic Stadium, Witbank Widzów: 3 200 Sędzia: Deon van Blommestein |
| 16 kwietnia 200517:00 |       | 16:49(13:29) |            | Atlantic Stadium, Witbank Widzów: 3 200 Sędzia: Deon van Blommestein |

| 16 kwietnia 200517:00 | Leopards | 30:17(17:10) | Falcons | Olën Park, Potchefstroom Widzów: 1 000 Sędzia: Willie Roos |
| 16 kwietnia 200517:00 |          | 30:17(17:10) |         | Olën Park, Potchefstroom Widzów: 1 000 Sędzia: Willie Roos |

| 22 kwietnia 200515:30 | Boland Cavaliers | 28:37(11:17) | Leopards | Boland Stadium, Wellington |
| 22 kwietnia 200515:30 |                  | 28:37(11:17) |          | Boland Stadium, Wellington |

| 22 kwietnia 200519:00 | Natal Wildebeest | 17:30(5:15) | Western Province | ABSA Stadium, Durban Sędzia: Cobus Wessels |
| 22 kwietnia 200519:00 |                  | 17:30(5:15) |                  | ABSA Stadium, Durban Sędzia: Cobus Wessels |

| 23 kwietnia 200512:30 | Blue Bulls | 26:30(20:11) | Griquas | Loftus Versfeld Stadium, Pretoria Widzów: 5 000 Sędzia: Craig Joubert |
| 23 kwietnia 200512:30 |            | 26:30(20:11) |         | Loftus Versfeld Stadium, Pretoria Widzów: 5 000 Sędzia: Craig Joubert |

| 23 kwietnia 200515:00 | Golden Lions | 38:46(26:17) | Cheetahs | Wits Rugby Stadium, Johannesburg Widzów: 2 500 Sędzia: Philip Bosch |
| 23 kwietnia 200515:00 |              | 38:46(26:17) |          | Wits Rugby Stadium, Johannesburg Widzów: 2 500 Sędzia: Philip Bosch |

| 23 kwietnia 200515:30 | Falcons | 38:12(24:0) | Border Bulldogs | Bosman Stadium, Brakpan Widzów: 350 Sędzia: Eugene Daniels |
| 23 kwietnia 200515:30 |         | 38:12(24:0) |                 | Bosman Stadium, Brakpan Widzów: 350 Sędzia: Eugene Daniels |

| 23 kwietnia 200516:00 | Mighty Elephants | 41:20(24:10) | Pumas | Despatch Sędzia: Jerome America |
| 23 kwietnia 200516:00 |                  | 41:20(24:10) |       | Despatch Sędzia: Jerome America |

| 23 kwietnia 200516:30 | SWD Eagles | 38:10(14:10) | Griffons | Oudtshoorn Sędzia: Linston Manuels |
| 23 kwietnia 200516:30 |            | 38:10(14:10) |          | Oudtshoorn Sędzia: Linston Manuels |

| 29 kwietnia 200519:10 | Border Bulldogs | 17:59(3:25) | Boland Cavaliers | Absa Stadium, East London Sędzia: Stuart Berry |
| 29 kwietnia 200519:10 |                 | 17:59(3:25) |                  | Absa Stadium, East London Sędzia: Stuart Berry |

| 30 kwietnia 200514:30 | Western Province | 26:16(7:13) | Golden Lions | Newlands Stadium, Kapsztad Sędzia: Linston Manuels |
| 30 kwietnia 200514:30 |                  | 26:16(7:13) |              | Newlands Stadium, Kapsztad Sędzia: Linston Manuels |

| 30 kwietnia 200515:00 | Cheetahs | 41:46(15:29) | Blue Bulls | Vodacom Park, Bloemfontein Widzów: 5 000 Sędzia: Shaun Veldsman |
| 30 kwietnia 200515:00 |          | 41:46(15:29) |            | Vodacom Park, Bloemfontein Widzów: 5 000 Sędzia: Shaun Veldsman |

| 30 kwietnia 200515:00 | Griquas | 43:12(17:9) | Mighty Elephants | Absa Park, Kimberley Widzów: 500 Sędzia: Jerome Fortuin |
| 30 kwietnia 200515:00 |         | 43:12(17:9) |                  | Absa Park, Kimberley Widzów: 500 Sędzia: Jerome Fortuin |

| 30 kwietnia 200516:00 | Griffons | 45:27(19:15) | Natal Wildebeest | North West Stadium, Welkom Sędzia: Johann Meuwesen |
| 30 kwietnia 200516:00 |          | 45:27(19:15) |                  | North West Stadium, Welkom Sędzia: Johann Meuwesen |

| 30 kwietnia 200516:00 | Pumas | 46:43(24:26) | Falcons | Atlantic Stadium, Witbank Widzów: 350 Sędzia: Marius Jonker |
| 30 kwietnia 200516:00 |       | 46:43(24:26) |         | Atlantic Stadium, Witbank Widzów: 350 Sędzia: Marius Jonker |

| 30 kwietnia 200517:00 | Leopards | 48:17(27:10) | SWD Eagles | Potchefstroom University, Potchefstroom Widzów: 3 000 Sędzia: Deon van Blommestein |
| 30 kwietnia 200517:00 |          | 48:17(27:10) |            | Potchefstroom University, Potchefstroom Widzów: 3 000 Sędzia: Deon van Blommestein |

## Faza pucharowa
|  |                  |                  |          |              |    |         |         |       |
|  | Półfinał         | Półfinał         | Półfinał |              |    | Finał   | Finał   | Finał |
|  | Półfinał         | Półfinał         | Półfinał |              |    | Finał   | Finał   | Finał |
|  | 7 maja 2005      |                  |          |              |    |         |         |       |
|  |                  |                  |          |              |    |         |         |       |
|  | Griquas          | Griquas          | 16       |              |    |         |         |       |
|  | Griquas          | Griquas          | 16       | 13 maja 2005 |    |         |         |       |
|  | Boland Cavaliers | Boland Cavaliers | 13       |              |    |         |         |       |
|  | Boland Cavaliers | Boland Cavaliers | 13       |              |    | Griquas | Griquas | 27    |
|  | 6 maja 2005      |                  |          |              |    | Griquas | Griquas | 27    |
|  |                  |                  | Leopards | Leopards     | 25 |         |         |       |
|  | Blue Bulls       | Blue Bulls       | Leopards | Leopards     | 25 | 11      |         |       |
|  | Blue Bulls       | Blue Bulls       |          |              |    |         |         |       |
|  | Leopards         | Leopards         | 17       |              |    |         |         |       |
|  | Leopards         | Leopards         | 17       |              |    |         |         |       |

| 7 maja 200515:00 | Griquas | 16:13(5:13) | Boland Cavaliers | Absa Park, Kimberley Widzów: 2 600 Sędzia: Willie Roos |
| 7 maja 200515:00 |         | 16:13(5:13) |                  | Absa Park, Kimberley Widzów: 2 600 Sędzia: Willie Roos |

| 6 maja 200519:10 | Blue Bulls | 11:17(11:9) | Leopards | Loftus Versfeld Stadium, Pretoria Widzów: 2 500 Sędzia: Deon van Blommestein |
| 6 maja 200519:10 |            | 11:17(11:9) |          | Loftus Versfeld Stadium, Pretoria Widzów: 2 500 Sędzia: Deon van Blommestein |

| 13 maja 200515:00 | Griquas | 27:25(12:13) | Leopards | Absa Park, Kimberley Sędzia: Linston Manuels |
| 13 maja 200515:00 |         | 27:25(12:13) |          | Absa Park, Kimberley Sędzia: Linston Manuels |